# La conexión (programa de televisión)
La conexión es un concurso de televisión español presentado por Lara Álvarez basado en el formato de televisión holandés "The Connection" desde el 25 de junio de 2025. El último programa es el 30 de julio del mismo año.

## Formato
La particularidad de este formato es que todas las respuestas que se dan durante el programa conducen a un único concepto que está relacionado con todas ellas, ósea la conexión final. En cada programa, se enfrentan cinco participantes, que además serán personas que tienen una conexión entre ellos. Para poder ganar deberán de superar las cinco rondas, ya que después de cada ronda se elimina a una persona.[cita requerida]
Las primeras cuatro rondas serán sobre cultura popular y curiosidades basadas en vídeos, fotos y más contenido audiovisual. Cabe recordar que todas estas respuestas de esas rondas conducen a ese concepto común que une a todas las respuestas.[cita requerida]
En la ronda final, el último concursante que queda en pie se enfrenta a todas las respuestas que han sido acertadas a lo largo del programa y tan solo tiene tres minutos para resolverlo y lograr dar con la conexión final.
El bote en juego, es de 3.000 euros para el ganador semanal y el pase a la gran final. Si el concursante que llegue hasta el final del programa no logra encontrar el concepto que lo une todo y por tanto la respuesta final, ese bote se sumará al premio del último programa, la Gran Conexión Final, dotado de 40.000 euros.[cita requerida]

### Presentadora
| Presentadora                 | La 1 | La 1 |
| Presentadora                 | 2025 |      |
| ---------------------------- | ---- | ---- |
| Lara Álvarez[cita requerida] |      |      |

## Audiencias
| Temporada | Temporada | Episodios | Estreno             | Final              | Audiencia media[cita requerida] | Audiencia media[cita requerida] |
| Temporada | Temporada | Episodios | Estreno             | Final              | Espectadores                    | Cuota                           |
| --------- | --------- | --------- | ------------------- | ------------------ | ------------------------------- | ------------------------------- |
|           | 1         | 6         | 25 de junio de 2025 | 9 de julio de 2025 | 592 000[cita requerida]         | 9,0%                            |

### Temporada 1 (2025)
| N.º | Fecha               | Audiencia       | Ganador                                |
| --- | ------------------- | --------------- | -------------------------------------- |
| 1   | 25 de junio de 2025 | 701 000 (10,5%) | Valentín García                        |
| 2   | 25 de junio de 2025 | 701 000 (10,5%) | Inmaculada Echanove "Kika"             |
| 3   | 2 de julio de 2025  | 502 000 (8,4%)  | Victoria Folgueira                     |
| 4   | 2 de julio de 2025  | 502 000 (8,4%)  | Arturo Del Castillo                    |
| 5   | 9 de julio de 2025  | 574 000 (8,2%)  | José Antonio Lucero                    |
| 6   | 9 de julio de 2025  | 574 000 (8,2%)  | Valentín García (Ganador del concurso) |

     Programa líder en su franja horaria (prime-time).     Récord histórico de audiencia.     Mínimo histórico de audiencia.